# Edgars Gruzītis
Edgars Gruzītis (ur. 14 marca 1912 w Dzirciems, zm. 19 maja 1950 w Tukums) – łotewski biegacz narciarski i kombinator norweski, olimpijczyk. Dwukrotny mistrz Łotwy w kombinacji norweskiej. Zawodnik klubu US Ryga.
Edgars Gruzītis jest jedynym łotewskim kombinatorem norweskim, który wystartował w zimowych igrzyskach olimpijskich. W Zimowych Igrzyskach Olimpijskich 1936, jedynych, w których brał udział, wystartował w dwóch konkurencjach w dwóch różnych dyscyplinach – biegach narciarskich i kombinacji norweskiej. W biegach wziął udział w wyścigu męskich sztafet na dystansie 4 × 10 kilometrów. Wraz z reprezentacją swojego kraju, biegnącą w składzie Herberts Dāboliņš, Pauls Kaņeps, Edgars Gruzītis i Alberts Riekstiņš, został sklasyfikowany na 13. miejscu w gronie 15 sztafet, które ukończyły bieg (Łotysze wyprzedzili Rumunów i Bułgarów). Z kolei w kombinacji norweskiej wystartował w jedynej konkurencji rozgrywanej podczas tych igrzysk – rywalizacji indywidualnej mężczyzn. W pierwszej części dwuboju, biegu narciarskim na dystansie 18 kilometrów, uzyskał czas 1:35:22, prawie o 20 minut wolniejszy od zwycięzcy tej części rywalizacji Norwega Oddbjørna Hagena. Po przeliczeniu tego wyniku na punkty otrzymał notę w wysokości 134,6 punktów i został sklasyfikowany na 44. pozycji w gronie 48 zawodników, którzy ukończyli bieg. W drugiej części dwuboju, konkursie skoków narciarskich na skoczni normalnej, oddał skoki na odległość 35 i 36,5 metrów, za które uzyskał łączną notę w wysokości 148,1 punktów i został sklasyfikowany na 43. miejscu w gronie 46 zawodników. W sumie w całym konkursie kombinacji norweskiej zdobył 282,7 punktów, co pozwoliło mu zająć 42. pozycję wśród 46 sklasyfikowanych sportowców (gorszy wynik uzyskali: Japończyk Shinzo Yamada, Amerykanin Paul Ottar Satre, Brytyjczyk Percy Legard oraz Kanadyjczyk William Ball).
Edgars Gruzītis był dwukrotnym mistrzem Łotwy w kombinacji norweskiej. Tytuł ten zdobywał w latach 1935 i 1936. Był także absolwentem Uniwersytetu Łotwy.